# Episodi di Sitting Ducks (prima stagione)
La prima stagione della serie animata Sitting Ducks è stata trasmessa negli Stati Uniti su Cartoon Network dal 13 settembre 2001. In Italia è stata trasmessa su Italia 1 dal 15 marzo 2003 al 12 giugno 2004.
| n.   | Titolo inglese            | Titolo italiano            | Prima TV USA      | Prima TV Italia |
| ---- | ------------------------- | -------------------------- | ----------------- | --------------- |
| 1a.  | Running Duck              | Anatre in fuga             | 13 settembre 2001 | 15 marzo 2003   |
| 1b.  | Duck Naked                | Pennuti spennati           | 13 settembre 2001 | 15 marzo 2003   |
| 2a.  | Ducks for Hire            | Rimbocchiamoci le piume    | 20 settembre 2001 |                 |
| 2b.  | Hic Hic Hooray            | Hic Hic Hurrà              | 20 settembre 2001 |                 |
| 3a.  | Peeking Duck              | Anatre spie                | 27 settembre 2001 |                 |
| 3b.  | Fred's Meltdown           | Un gelato sudato           | 27 settembre 2001 |                 |
| 4a.  | Mind Over Mallard         | Bill in volo               | 4 ottobre 2001    |                 |
| 4b.  | The Fly Who Loved Me      | Una mosca al becco         | 4 ottobre 2001    |                 |
| 5a.  | Feeding Frenzy            | A colpi di cialda          | 11 ottobre 2001   |                 |
| 5b.  | Bev's Big Day             | Auguri mancati amici amati | 11 ottobre 2001   |                 |
| 6a.  | Born to Be Wild           | Ritorno al passato         | 18 ottobre 2001   |                 |
| 6b.  | Bill Hatches an Egg       | Uovo a sorpresa            | 18 ottobre 2001   |                 |
| 7a.  | Hey... Bill's on the News | Un'antenna per volare      | 25 ottobre 2001   |                 |
| 7b.  | Got Milk?                 | Latte, please!             | 25 ottobre 2001   |                 |
| 8a.  | License to Scoot          | Patente di guida assente   | 1º novembre 2001  |                 |
| 8b.  | The Old Duck and the Sea  | Il segreto di Fefè         | 1º novembre 2001  |                 |
| 9a.  | Pest of a Guest           | Chi la fa l'aspetti        | 10 febbraio 2002  |                 |
| 9b.  | Getting Away from It All  | Amici per la pelle         | 10 febbraio 2002  |                 |
| 10a. | Midnight Snack            | Spuntino di mezzanotte     | 17 febbraio 2002  |                 |
| 10b. | The Visitor               | Piccolo grande alieno      | 17 febbraio 2002  |                 |
| 11a. | Ducks on Ice              | Anatre on ice              | 24 febbraio 2002  |                 |
| 11b. | Where's Aldo              | Aldo, dove sei?            | 24 febbraio 2002  |                 |
| 12a. | Great White Hype          | All'ultima piuma           | 3 marzo 2002      |                 |
| 12b. | Waddle's Spud Bud         | Una patata per amico       | 3 marzo 2002      |                 |
| 13a. | Denture Adventure         | Dentatura che avventura    | 10 marzo 2002     |                 |
| 13b. | All in a Day's Work       | Il lavoro segreto di Aldo  | 10 marzo 2002     |                 |